# ラジオアミューズメントパーク
ラジオアミューズメントパークは、文化放送が2003年度 - 2013年度（実質的には2012年度）と2016年度からナイターオフ期にNRN向けに制作しているバラエティ番組。

## 概要
この時間帯は、2002年度まで「セイ!ヤング21」をローカル局が時差放送（放送時間は2時間から1時間に短縮）している時間帯だった。2003年度が金曜の「甲斐よしひろのセイ!ヤング21」のみとなったため、残りの曜日の後継として開始したのがこの枠である。2006年度のナイターオフは「セイ!ヤング21」は文化放送では月曜に放送するものの、ローカル局での時差放送は行わず、「ラジオアミューズメントパーク」が月 - 金曜に放送することになった。
基本的に放送はNRN加盟のローカル局のみで行い（同時ネットの場合の放送時間は 21:00 - 22:00）、いわゆる裏送りである。開始当初は文化放送で放送していなかったが、2007年度は火曜のみネット（ただし、21:00 - 21:30に放送）し、2008年度は全て文化放送で放送した番組の時差ネット（事実上、文化放送で放送している既存番組のネット拡大扱い）、2009年度は月・火曜のみ時差ネットとなり、文化放送で放送する番組もあった。各パーソナリティごとに1本の担当番組があり（1本につき放送時間は1時間）、第2期から各番組毎にサブタイトルが付けられていて、第3期からは週4本体制、第4期からは週5本体制となっていた。しかし2013年度は月曜のみの放送となり、このシーズンをもって一旦全廃した。2016年度から火 - 金曜の週4回で再開している。
文化放送では放送しない番組が多くあり、その場合ホームページを開設していないが、過去には『レコメン!』のホームページに紹介ページを設置していた（第6期は『レコメン!』とは別のページに番組専用ホームページが設置）時期があった。

## パーソナリティ
第1期（2003年10月 - 2004年3月）
- 火曜 - Something ELse
- 水曜 - Sound Schedule
- 木曜 - 推定少女

第2期（2004年10月 - 2005年3月）
- 火曜 - Sugar
- 水曜 - THE LOOSE DOGS
- 木曜 - メロン記念日

第3期（2005年10月 - 2006年3月）
- 月曜 - 浜口順子
- 火曜 - メロン記念日
- 水曜 - TRIPLANE
- 木曜 - 安田大サーカス

第4期（2006年10月 - 2007年3月）
- 月曜 - 浜口順子
- 火曜 - ヒロシ
- 水曜 - sifow
- 木曜 - 安田大サーカス
- 金曜 - 美勇伝

第5期（2007年10月 - 2008年3月）
- 月曜 - 田代さやか
- 火曜 - 小島よしお
- 水曜 - 平成ノブシコブシ
- 木曜 - 安田大サーカス
- 金曜 - 中島卓偉

第6期（2008年9月29日 - 2009年3月）
- 月曜 - 白石涼子（白石涼子の聞かなきゃ☆そん♪Song!）
- 火曜 - ワカバ（ワカバ食堂）
- 水曜 - 工藤慎太郎（工藤慎太郎 愛でいこうぜ!○○編）、星井七瀬（星井七瀬 ソフトクリームのせ☆ちょっと多めで!）、吉木りさ
- 木曜 - 太田英明、COON（太田英明とCOONのP!ck Up ★ STATION）、水瀬あやこ（水瀬あやこのときラン）、YK型
- 金曜 - SCANDAL（まいど!スキャンダルです!→SCANDALのド〜ン）、eyes（Open Your eyes!）

文化放送で先行放送している番組をネットしていた。
第7期（2009年10月5日 - 2010年3月）
- 月曜 - 白石涼子（白石涼子の聞かなきゃ☆そん♪Song!）
- 火曜 - 太田英明（太田英明のMUSIC NEO）
- 水曜 - 工藤慎太郎（工藤慎太郎 愛でいこうぜ!）
- 木曜 - せきずい（せきずいの ハピデリ ラジオ）
- 金曜 - ワカバ（ワカバ食堂）

第8期（2010年10月4日 - 2011年3月）
- 月曜 - 伊藤美裕（伊藤美裕のジユウケンキュウ）※KNB、MROのみ
- 火曜 - angela（A&G a-GENERATION）
- 水曜 - 太田英明・滝裕可里（太田英明と滝裕可里のMUSIC NEO）
- 木曜 - 野沢香苗（野沢香苗のスマイルアワー）、清心（清心のヒーリングラウンジ）
- 金曜 - 工藤慎太郎（工藤慎太郎 愛でいこうぜ!）

第9期（2011年10月3日 - 2012年3月）
- 月曜 - 伊藤美裕（伊藤美裕のミユラボ） ※KNB、MROのみ
- 火曜 - 太田英明・佐々木心音（太田英明のMUSIC NEO）※文化放送から2日遅れ
- 水曜 - 富田麻帆（富田麻帆のまほらばラジオ）
- 木曜 - ワカバ（ワカバん家）
- 金曜 - angela（a-GENERATION）※文化放送より2日先行

第10期（2012年10月1日 - 2013年3月）
- 月曜 - MILLEA（MILLEAのきいて ミ・レ・ア） ※KNB、MROのみ
- 火曜 - angela（a-GENERATION）※文化放送より3日遅れ
- 水曜 - 太田英明・佐々木心音（太田英明のMUSIC NEO）※文化放送から2日遅れ
- 木曜 - 砂山圭大郎（アイドルポップ ステージ）
- 金曜 - ClipClip（ClipClipの女子会）

第11期（2013年9月30日 - 2014年3月）
- 月曜 - 太田英明・佐々木心音（太田英明と佐々木心音のMUSIC NEO）※KNBのみ。文化放送から2日遅れ
このシーズンは従来の形態の放送が月曜日のみであったため、「ラジオアミューズメントパーク」として扱わない場合がある。

第12期（2016年9月27日 - 2017年3月）
- 火曜 - 伊藤美裕（伊藤美裕のミユモノグラム）
- 水曜 - Cyntia（CyntiaのCyntia魂!）※『リッスン? 2-3』内ミニ番組のブローアップ版
- 木曜 - MILLEA（MILLEAの話してミ・レ・ア）※『リッスン? 2-3』内ミニ番組のブローアップ版
- 金曜 - 太田英明（太田英明のMUSIC NEO）

第13期（2017年10月3日 - 2018年3月）
- 火曜 - clipclip（clipclipのナナメキモチ）[1]
- 水曜 - Cyntia（CyntiaのCyntia魂!）※『リッスン? 2-3』内ミニ番組のブローアップ版
- 木曜 - MILLEA（MILLEAのSOUND MEMORY）[2]
- 金曜 - 太田英明（太田英明のMUSIC NEO）

第14期（2018年10月2日 - 2019年3月）
- 火曜 - 井上由美子（井上由美子のカラオケめっちゃ好きやねん!）[3]
- 水曜 - 伊藤美裕（伊藤美裕の憧れソングライターズ）[4]
- 木曜 - MILLEA（MILLEAのSOUND MEMORY）[5]
- 金曜 - 太田英明（太田英明のMUSIC NEO）

第15期（2019年10月1日 - 2020年3月）
- 火曜 - 伊藤美裕（伊藤美裕の憧れソングライターズ）
- 水曜 - おかゆ（ラジおかゆ）
- 木曜 - MILLEA（MILLEAのSOUND MEMORY）
- 金曜 - ALLI・晋平太（ALLIと晋平太）

第16期（2020年9月29日 - 2021年3月26日）
- 火曜 - SingerSongDrivers（SingerSongDriversの和気あいあい）※文化放送で放送する30分番組を当枠用に60分番組として放送
- 水曜 - おかゆ（ラジおかゆ）
- 木曜 - MILLEA（MILLEAのSOUND MEMORY）
- 金曜 - 水雲（水雲à la carte）

第17期（2021年9月28日 - 2022年3月25日）
- 火曜 - 前迫潤哉、十味、群咲（前迫群咲）※文化放送で放送する30分番組2本「前迫潤哉&十味 音の箱」「群咲の古参ぶるなら今なのでは!?」をまとめて放送する2段積み番組[6][7][8]。『アミューズメントパーク』全体の進行は前迫が行う。
- 水曜 - おかゆ（ラジおかゆ）[9]
- 木曜 - MILLEA（MILLEAのSOUND MEMORY）[10]
- 金曜 - B.O.L.T（B.O.L.TのAttitude）[11]

第18期（2022年9月27日 - 2023年3月31日）
- 火曜 - 前迫潤哉、十味、群咲（前迫十味群咲[注釈 1]）※文化放送で放送する30分番組2本「前迫潤哉&十味 音の箱」「群咲の古参ぶるなら今なのでは!?」をまとめて放送する2段積み番組[12]。引き続き『アミューズメントパーク』全体の進行は前迫が行う。
- 水曜 - おかゆ（ラジおかゆ）[13]
- 木曜 - MILLEA（MILLEAのSOUND MEMORY）[14]
- 金曜 - B.O.L.T（B.O.L.TのAttitude）[15]

第19期（2023年10月3日 - 2024年3月29日）
- 火曜 - 咲村良子、琴井ありさ（咲村・琴井のグラトーク）[16]
- 水曜 - おかゆ（ラジおかゆ）[17]
- 木曜 - アイラヴミー[注釈 2]（さとうみほののアイラヴミーってなんだろう?）
- 金曜 - 群咲（群咲の古参ぶるのはタダなのでは!?）

第20期（2024年10月1日 - 2025年3月予定）
- 火曜 - ユニコーン2.0 (ユニコーン2.0夜公演in浜松町劇場)／咲村良子(咲村良子のグラトーク2) [注釈 3]
- 水曜 - おかゆ（ラジおかゆ）[18]
- 木曜 - アイオケ (アイオケのAre ayou ok?)
- 金曜 - IBERIs& (IBERIs&のはちゃわちゃハウス！)

## 曜日別コーナー
第2期（2004年10月 - 2005年3月）
- 火曜 - SEOUL TO Sugar
  - かわいいシュガー!!
  - ニッポンのギャグでわらいたい!
  - ソウルトレインゲーム!!!

- 水曜 - ザ・ルーズドッグスのHOTDOGでイッちゃって!
  - そろそろ、ソロでイッちゃって!
  - ラジオドラマでイッちゃって!
  - 生でイッちゃって!
  - トークコーナー

- 木曜 - 未熟! 早熟!! 成熟!!! 完熟!!!!

第3期（2005年10月 - 2006年3月）
- 月曜 - はまじゅんのあかんいかんラジオやで
  - あか〜んいか〜ん
  - お夜食ランクアップ
  - ずばり言うで!

- 火曜 - メロン (笑)
  - メゾン・ド・メロン
  - メロン THE ファイト!
  - 罰ゲームコーナー
  - メロン・ニッポン昔々話

- 水曜 - TRIPLANEの『なまらdesラジオ』
  - 三つ葉のクローバー
  - 夜食のススメ
  - トライプ・ミュージック・フライト

- 木曜 - ついに安田大サーカスがやってきた!ワイワイガヤガヤ (笑)トークラジオ
  - イ・ヤ・ダ!
  - HIROのなあなあなあ、ちょうだい

第4期（2006年10月 - 2007年3月）
- 月曜 - はまじゅんのほんなら!あかんいかんラジオやで!
  - あかんいかん地方ルール
  - 大喜利

- 火曜 - ヒロシドッグプレス
  - 思い出供養の部屋
  - もこみちならどうする?

- 水曜 - SGR浜松町支店 from sifow
  - こんなの考えました!
  - リスナー革命
  - SGR和歌山支店
  - ニュース109

- 木曜 - またも安田大サーカスがやってきた!ワイワイガヤガヤ(秘)トークラジオ
  - ベタじゃんけん
  - 一週間大喜利
  - クロちゃんの大爆笑不幸自慢
  - HIROのミッドナイト和歌山

- 金曜 - 美勇伝 beauty hour 21
  - 子ひつじブログ
  - 美勇伝かるた
  - 待ちうけポエム

第5期（2007年10月 - 2008年3月）
- 月曜 - 田代さやかの『みずうどん（仮）』
  - さやぼん☆ポスト
  - 検索数ミリオンヒッター
  - しゃかりきワード2007
  - 今日この頃です。JAPAN
  - さやか×××ギャラリー
  - ホリプロニュース

- 火曜 - 小島よしお ちゅぱちゅぱ ちゅっぱっぴー
  - そんなの関係ねえ!
  - 小島目撃談
  - 人生は選択肢
- 水曜 - 平成ノブシコブシの御レディオ
  - 芸能人の条件
  - けばやしあきらの部屋
- 木曜 - やっぱり安田大サーカスがやって来た!!ワイワイガヤガヤ○秘トークラジオ
  - 週刊お笑いトピックス
  - クロちゃんの、も〜ぉツッコんだのに〜ぃ!
  - ヒロの遠くへ行きたい
  - 森健伝説2
  - 日本の車窓から
- 金曜 - 中島卓偉 金曜日の集会
  - 我が家の当たり前
  - あながちウソではない
  - えらべません
  - 忘れられないの
  - 風雲!卓偉城!

第8期（2010年10月4日 - 2011年3月）
- 月曜 - 伊藤美裕のジユウケンキュウ
- 火曜 - a-GENERATION
  - 業界最新ニュース
  - Aジェネさんいらっしゃーい
  - Aジェネランキング
  - angela流
- 水曜 - 太田英明と滝裕可里のMUSIC NEO
  - ピックアップミュージック
- 木曜 - 野沢香苗のスマイルアワー
  - 清心のヒーリングラウンジ
- 金曜 - 工藤慎太郎 愛でいこうぜ!

第9期（2011年10月3日 - 2012年3月）
- 月曜 - 伊藤美裕のミユラボ
  - 美裕の音楽ラボ
  - 美裕のエンタメラボ
- 火曜 - 太田英明のMUSIC NEO
  - 今週のNEOメール
  - ピックアップミュージック
  - ピックアップアーティスト
  - 太田ミュージックラウンジ
- 水曜 - 富田麻帆のまほらばラジオ
  - 神曲タイムトラベル（2011年12月28日まで）
  - ガールズミュージアム
  - まほラボ（2011年12月21日から）
- 木曜 - ワカバん家
  - 今日の家訓
  - 今夜の一品
  - これって、ウチだけ!?
  - わが家にキターッ!
  - ワカバん家ホームパーティー（2011年12月から月一回）
- 金曜 - a-GENERATION
  - 業界最新ニュース
  - Aジェネさんいらっしゃーい
  - Aジェネランキング
  - angela流

第10期（2012年10月1日 - 2013年3月）
- 月曜 - MILLEAのきいて ミ・レ・ア
  - MILLEAのざっくり記念日
- 火曜 - a-GENERATION
  - 業界最新ニュース
  - Aジェネさんいらっしゃーい
  - Aジェネランキング
  - angela流
- 水曜 - 太田英明のMUSIC NEO
  - 今週のNEOメール
  - ピックアップミュージック
- 木曜 - アイドルポップステージ
  - 今週のピックアップアイドル
  - アイドル総選挙
- 金曜 - ClipClipの女子会
  - お便りアラカルト女子会メール
  - 女を磨くガールズナイトトーク
  - アイドルタイムマシン
  - 女子会ボックストーク
  - キラキラゲストトーク

## ネット局

### 現在
- 第20期（2024年度）のネット局を表記。

| 放送対象地域 | 放送局            | 放送時間                | 備考                                                                                    |
| ------------ | ----------------- | ----------------------- | --------------------------------------------------------------------------------------- |
| 秋田県       | 秋田放送（ABS）   | 火 - 金曜 21:00 - 22:00 |                                                                                         |
| 山口県       | 山口放送（KRY）   | 火 - 金曜 21:00 - 22:00 |                                                                                         |
| 福井県       | 福井放送（FBC）   | 水 - 金曜 21:00 - 22:00 |                                                                                         |
| 福島県       | ラジオ福島（rfc） | 水 - 金曜 21:00 - 22:00 | 第17期から放送。                                                                        |
| 岩手県       | IBC岩手放送       | 水 - 金曜 21:00 - 22:00 | 第5期から放送。曜日別のネット状況は年により異なるが金曜分は第10期および第19期をネット。 |

### 過去
| 放送対象地域   | 放送局                        | 備考                                                                            |
| -------------- | ----------------------------- | ------------------------------------------------------------------------------- |
| 和歌山県       | 和歌山放送（WBS）             |                                                                                 |
| 山形県         | 山形放送（YBC）               | 第1期のみ放送。                                                                 |
| 沖縄県         | ラジオ沖縄（ROK）             | 第1期 - 第3期を放送。                                                           |
| 香川県         | 西日本放送（RNC）             | 第1期 - 第7期を放送。                                                           |
| 愛媛県         | 南海放送（RNB）               | 第1期・第2期・第6期・第7期を放送。                                              |
| 石川県         | 北陸放送（MRO）               | 第1期・第2期・第4期・第5期・第7期 - 第10期を放送。 月曜分もネットしていた。     |
| 高知県         | 高知放送（RKC）               | 第5期 - 第7期を放送。                                                           |
| 岡山県         | 山陽放送（RSK）               | 第4期 - 第10期を放送。                                                          |
| 長崎県・佐賀県 | 長崎放送（NBC） NBCラジオ佐賀 | 第1期 - 第13期を放送。                                                          |
| 茨城県         | 茨城放送（IBS）               | 過去に放送していた時期があった。                                                |
| 大分県         | 大分放送（OBS）               | 第6期 - 第8期、第14期を放送。                                                   |
| 関東広域圏     | 文化放送（QR）                | 製作局 第5期 - 第14期、第16期 - 第18期を放送。                                  |
| 富山県         | 北日本放送（KNB）             | 第6期から放送。過去に月曜分、第16期までは火曜もネットしていた。第18期まで放送。 |
| 静岡県         | 静岡放送（SBS)                | 第5期、第18期 - 第19期を放送。                                                  |
| 新潟県         | 新潟放送（BSN）               | 第19期のみ放送。21:50飛び降り。                                                 |

## 本番組の扱い
- Something ELse、Sound Scheduleがパーソナリティを務めていた時は、文化放送のインターネット放送局BBQRとの連動コーナーとして「Something ELseのレコメン!」「Sound Scheduleのレコメン!」が放送され、謎のレコメンダー・K太郎も出演していた。現在も「Something ELseのレコメン!」「Sound Scheduleのレコメン!」の放送は引き続きBBQRで行われていた。
- BSQR489の「のーぎゃらくん」を第2期まで「ラジオアミューズメントパーク」枠として月曜21:00 - 22:00に放送した局もあった。

（「のーぎゃらくん」をネットしていた放送局）：北日本放送（第1期のみ）、和歌山放送（第2期のみ）、山口放送、西日本放送、長崎放送、ラジオ沖縄
- 放送局によっては時差放送の形をとるなどしているため一部パーソナリティの担当番組を放送しないこともある。第3期までのネット局の一部は50分の短縮放送だったり、そのなかで月曜の放送がないところもあった。第4期は和歌山放送のみ1時間、それ以外のネット局は50分の短縮放送となっている。
- ただし、2007年10月以降の第5期は火曜のみ文化放送にも30分間ネットされた（担当：小島よしお）。しかし、クライマックスシリーズ・日本シリーズ放送の火曜は21:00を超えたら自動的に休止扱いとなっていた。
- 第6期の2008年9月29日 - 2009年4月3日までの文化放送平日21時台は月曜が「田原総一朗 オフレコ!」（21:00 - 21:30）と「アニプレックスアワー」（21:30 - 22:00）、火 - 木曜はクライマックスシリーズ・日本シリーズ終了までが単発番組など。2008年11月11日以降は「骨太・文化放送的カルチャープログラム」という新ワイドを放送した（詳細は前記記事を参照）。金曜は「ザ・ステージ」→「就職戦士ブンナビ!」（21:00 - 21:30）と「FRIDAY SUPER COUNTDOWN 50」を放送するため、「ラジオアミューズメントパーク」のネットは時差送出（土曜深夜）での放送となっている。
- 第7期の2009年10月5日 - 2010年3月26日まで文化放送平日21時台は月曜が「田原総一朗 オフレコ!」（21:00 - 21:30）と「アニプレックスアワー」（21:30 - 22:00）、火・水曜は「ひびきともえ」「オードリーのシャンプーおじさん」（火曜）・「近藤真彦 くるくるマッチ箱」「がちっ娘〜GACHIKKO〜」（水曜）、木曜は「ロンドンブーツ1号2号 田村淳のNewsCLUB」を1時間編成し、金曜は昨年度と同じ編成をするため「ラジオアミューズメントパーク」のネットは先行送出（月曜分）と火曜分の時差送出（日曜20:00 - 21:30）のみ放送した。
- 50分枠のネット局に配慮してか21:47 - 21:53ごろにはその番組の担当者の持ち歌を流して時間調整しているが、時にそのタイミングが遅れたためトークの最中に突然終了するケースも稀にある。なお、北日本放送と北陸放送のみで放送する月曜の番組（伊藤美裕、MILLEAなどの番組）は、最初から50分枠の番組として制作・放送している。
- 『太田英明のMUSIC NEO』の毎年年度1回目の放送は太田一人のみの進行で、他の曜日のラインナップを紹介する。勿論この回は文化放送では放送がない。かつ、2012年度は文化放送でのオンエアが休止放送分が4回も生じていた。そのうち1回は選挙特番による休止[注釈 6]（2012年12月16日）、2回は年度末特番による休止（2013年3月24日[注釈 7]、3月31日[注釈 8]）によるものであった。
- 2013年度オフについては月曜のみ枠を残し、火 - 金曜については『オトナカレッジ』[19]という新ワイドを立ち上げ、その21時台をNRNネットの後継番組として放送すると、2013年7月11日に文化放送本社で行われた2013年10月改編広告代理店向けプレゼンテーションで会見発表[20][21][22]された。この結果、「ラジオアミューズメントパーク」相当枠は、月曜における「MUSIC NEO」の時差放送のみが残ることになった。また、各種番組表でも「ラジオアミューズメントパーク」ではなく単独番組としての「MUSIC NEO」の名称が記載されており、「ラジオアミューズメントパーク」は事実上枠解消の扱いがなされている。そして2014年オフは前年唯一のネット局となっていた北日本放送が「MUSIC NEO」のネットを取りやめたことで、月曜21時台のNRNネット枠が成立しなくなり、「ラジオアミューズメントパーク」は完全に廃枠となった（「MUSIC NEO」は2014年オフのみ文化放送ローカルで継続）。
- 2016年は「オトナカレッジ」に代わって別のワイド番組が編成されたため、文化放送の21時台も4年ぶりにローカル編成に戻ることになったため、「ラジオアミューズメントパーク」が火 - 金曜の枠で再開することになった。なお同年3月をもって本番組のほとんどのネット局が『スポーツ伝説』（ニッポン放送製作・創価学会提供）のスポンサード対象から外れ打ち切りとなったため、同年からは21:50の飛び降りポイントがいったん廃止されたが、2023年度分は木・金曜をネットする新潟放送向けに再度飛び降りポイントが設定されている。